# Pincher Creek
Pincher Creek é uma pequena cidade no sudoeste de Alberta, no Canadá. Está localizada quase que imediatamente ao leste das Montanhas Rochosas Canadianas, a 101 quilômetros ao oeste de Lethbridge, e a 210 quilômetros ao sul de Calgary.
A cidade tinha uma população de 3.642 habitantes em 2016, e uma área territorial de 10.09 quilômetros quadrados.